# Innovation
Innovation — судно для встановлення вітрових турбін, споруджене для бельгійської компанії GeoSea (входить у групу DEME).

## Характеристики
Замовлення на судно виконала у 2012 році польська верф Crist (Гданськ). За своїм архітектурно-конструктивним типом воно відноситься до самопідіймальних (jack-up) та має чотири опори довжиною по 89 метрів, що дозволяє оперувати в районах з глибинами до 50 метрів.
Для виконання основних завдань Innovation обладнане краном вантажопідйомністю 1500 тонн. Його робоча палуба має площу 3400 м2 та розрахована на розміщення до 8000 тонн вантажу.
Пересування до місця виконання робіт здійснюється самостійно із максимальною швидкістю до 12 вузлів, а точність встановлення забезпечується системою динамічного позиціювання DP2.
На борту наявні каюти для 100 осіб. Доставка персоналу та вантажів може здійснюватись з використанням гелікоптерного майданчика.

## Завдання судна
Першим завданням для Innovation стали роботи на ВЕС Глобаль-Тех I (німецький сектор Північного моря за понад 130 км на північний захід від Емдена). Тут з серпня 2012-го по січень 2014-го воно провадило роботи зі спорудження фундаментів типу «трипод», приймаючи за один рейс на борт по 3 такі конструкції разом з 3 палями довжиною по 60 метрів для кожної. Всього судно спорудило 78 фундаментів і лише два прийшлись на плавучий кран Stanislav Yudin. Після цього судно у другій половині 2014 року взяло певну участь у встановленні вітрових турбін, змонтувавши 29 комплектів лопатей.
Надалі Innovation, враховуючи його можливості по роботі з великими вантажами, намагались використовувати лише для фундаментних робіт, при цьому їх графік був вельми інтенсивним:
- ще до завершення всіх робіт на Глобаль-Тех, у січні 2014-го, судно залучили до спорудження монопальних фундаментів на ВЕС Вестермост-Раф (Північне море біля узбережжя Йоркширу). Останні складались із паль діаметром 6,5 метра та вагою від 500 до 810 тонн, і перехідних елементів вагою 367 тонн. За один рейс Innovation доставляло з данського Ольборга по п'ять таких комплектів;
- у квітні-серпні 2015-го відбувався монтаж 97 фундаментів на німецькій ВЕС Годе Вінд 1, 2 (Північне море за три десятки кілометрів від островів Юст та Нордернай). Спочатку монопалі та перехідні елементи доставляли в нідерландський порт Емсгафен, звідки їх забирало Innovation;
- наступним завданням стало спорудження в період з грудня 2015-го по квітень 2016-го 54 фундаментів на ще одній німецькій ВЕС Нордзе 1 (Північне море за сорок км на північ від острова Юст). За один рейс із порту Куксгафен Innovation транспортувало по чотири комплекти;
- починаючи з червня 2016 року судно провадило роботи на ВЕС Race Bank (Північне море біля узбережжя Норфолку та Лінкольнширу), де було необхідно встановити фундаменти під 91 вітрову турбіну;
- наступним завданням, яке судно завершило у березні 2017-го, стали 56 монопальних фундаментів на ще одній британській ВЕС Галлопер (Північне море біля узбережжя Саффолку);
- з серпня 2017 року Innovation почало фундаментні роботи на ВЕС Рентел (нідерландський сектор Північного моря). На цій станції палі при діаметрі 8 метрів мають вагу 1250 тонн, тоді як перехідні елементи, до яких безпосередньо кріпитимуться вітрові агрегати, при змінному діаметрі до 7 метрів важать по 325 тонн. Крім того, один фундамент судно спорудило для офшорної трансформаторної підстанції, з монопалею вагою 1050 тонн та перехідним елементом у 750 тонн;
- у жовтні 2017-го Innovation взяло участь у будівництві данської ВЕС Горнс-Ріф 3 (біля західного узбережжя півострова Ютландія, неподалік мису Блавандс). За один рейс воно брало з Есб'єрга по чотири палі вагою від 410 до 610 тонн та перехідні елементи до них довжиною біля 32 метрів кожен.
У майбутньому планується залучити Innovation до будівництва німецької ВЕС Гое Зе (Північне море, 90 км на північ від острова Боркум), вага 70-метрових монопаль якої становитиме 1500 тонн.